# Гладка зелена змия
Гладката зелена змия (Opheodrys vernalis) е вид змия от семейство Смокообразни (Colubridae).

## Разпространение
Видът е разпространен от югоизточна Канада на запад до Саскачеван и на юг през Илинойс и Вирджиния. Може да се види и в други области, като Уайоминг, Ню Мексико, Айова, Мисури, Колорадо, Канзас, Тексас, Мисисипи и Северно Мексико.